# 第24軍団 (北軍)
南北戦争中の北軍第24軍団（だい24ぐんだん、英: XXIV Corps）は、戦争後期に第25軍団と共に設立された軍団である。

## 歴史
1864年12月、ジェームズ軍に所属していた第10軍団と第18軍団は再編され、白人部隊は第24軍団、黒人部隊は第25軍団に所属することになった。第24軍団の軍団長にはエドワード・オードが就任した。軍団所属の部隊の多くはピーターズバーグの塹壕に留まったが、アデルバート・エイムズの第2師団は、ベンジャミン・フランクリン・バトラーの遠征軍に加わり、失敗に終った第一次フィッシャー砦の戦い、また勝利した第二次フィッシャー砦の戦いの双方に参加した。この師団は、1865年3月に再結成された第10軍団に吸収された。
他の部隊はピータースバーグ包囲作戦に参加した。1865年1月1日、バトラーに代わってオードがジェームズ軍の司令官に任命されたため、ジョン・ギボンが後任の第24軍団長となり、軍団を巧みに率いた。南軍の補給線を断った2月のハッチャーズランの戦い（英語: Battle of Hatcher's Run）に参加し、1865年4月2日にピーターズバーグが陥落した際には、グレッグ砦とウィットワース砦への突撃に加わった。南軍ロバート・E・リー大将の降伏の直前に発生したアポマトックス・コートハウスの戦いにも参戦した。アポマトックス方面作戦では、シェナンドー渓谷で活動していた独立師団の部隊が、第1師団と第3師団に追加された。第24軍団は8月までバージニアに留まり、8月に解散となった。

## 参考資料
- Union - 24th Corps - ウェイバックマシン（2005年3月18日アーカイブ分）